# Jitnița, Varna
Jitnița (în bulgară Житница) este un sat în comuna Provadia, regiunea Varna,  Bulgaria. 

## Demografie
Componența etnică a satului Jitnița
     Bulgari (31,64%)
     Romi (10,66%)
     Nicio identificare (57,35%)
     Altele (0,33%)
La recensământul din 2011, populația satului Jitnița era de 891 locuitori. Nu există o etnie majoritară, locuitorii fiind bulgari (31,64%) și romi (10,66%). Pentru 57,35% din locuitori nu este cunoscută apartenența etnică.